# تيري كروسبي
تيري كروسبي (بالإنجليزية: Terry Crosby)‏ مواليد 4 يناير 1957 في توليدو، هو لاعب كرة سلة أمريكي سابق. تم اختياره من قبل فريق سكرامنتو كينغز خلال الدرافت. حمل الرقم 12. يبلغ طوله 6 قدم 4 بوصة (1.9 م).

## روابط خارجية
- تيري كروسبي على موقع إن بي أي (الإنجليزية)
- تيري كروسبي على موقع سبورتس رفرنس (الإنجليزية)
- تيري كروسبي على موقع كلية كرة السلة في سبورتس رفرنس.كوم (الإنجليزية)
- تيري كروسبي على موقع ريلجم (الإنجليزية)
- تيري كروسبي على موقع بروبوليرز (الإنجليزية)